# 乔万尼·帕伊谢洛
乔万尼·帕伊谢洛（義大利語：Giovanni Paisiello，1740年5月9日—1816年6月5日），意大利作曲家。早年显示出歌唱天赋后被送进那不勒斯音乐学院学习，1764年写出第一部喜歌剧，获得成功，逐渐成为当时著名的歌剧作曲家。1776-1784年应俄罗斯女皇叶卡捷琳娜二世之邀赴俄任宫廷乐队指挥，1782年创作出最著名的歌剧《塞维利亚理发师》。1784年回到那不勒斯任宫廷乐长，1802年又被拿破仑聘为皇家小教堂乐长，晚年回那不勒斯居住并死于该地。帕伊谢洛和奇马罗萨都是18世纪后半叶那不勒斯乐派的杰出代表人物，意大利喜歌剧的重要作曲家。帕伊谢洛的作品曲调优美诙谐，善于刻画人物性格，富于戏剧性，在管弦乐的使用方面有独到之处，曾对莫扎特起过一定的影响。他的一部分宗教音乐和器乐作品也较为优秀。

## 外部連結
- 帕伊谢洛的免费乐谱，由国际乐谱典藏计划提供
- Robinson, Michael F. . . Oxford UP.   [2013-02-04].